# Sony Ericsson Spiro
Sony Ericsson Spiro是索尼愛立信旗下一部音樂功能手機，於2010年推出發售。支援多項音樂相關功能，包括 TrackID 音樂曲目辨識服務、somsjj，內置 Sonic.EXE

## 主要規格
2.2 吋 QVGA 主螢幕，240 x 320 像素，26 萬色
- 大小：92 x 48 x 16.75 mm
- 重量：90.0 克

## 系統
- 制式：GSM 雙頻

## 數位功能
- 相機功能：200萬像素[2]
- 影像功能：支援2倍變焦
- 內建 FM 收音機
- 內建 Walkman Player
- 音樂支援格式: MP3、AAC、AAC+、eAAc+